# Spiru Haret
Spiru Haret, né le 15 février 1851 à Iași, et mort le 17 décembre 1912 à Bucarest est l'une des grandes figures de la renaissance culturelle roumaine, scientifique, mathématicien, astronome, pédagogue, ministre de l'Éducation et académicien roumain. 

## Biographie
Spiru Haret étudie à Dorohoi, Iași, et en 1862, il devient élève au collège national Saint-Sava de Bucarest.
Il se rend à Paris afin d'étudier les mathématiques à la Sorbonne. Il y obtient un diplôme en mathématiques en 1875 et un diplôme de physique en 1876. Deux ans plus tard (le 18 janvier 1878) il obtient un doctorat es sciences mathématiques, en défendant sa thèse, Sur l'invariabilité des grands axes des orbites planétaires, en face des examinateurs Victor Puiseux, Charles Briot et Benjamin Baillaud. Sa thèse est publiée dans le vol. XVIII des Annales de l'Observatoire de Paris. Spiru Haret est le premier Roumain à obtenir un doctorat à Paris.
En 1878, il est nommé professeur à l'université de Bucarest à la Faculté des Sciences, au département de physique et de mathématiques où il enseigne la mécanique newtonienne. Comme son collègue de l'université, David Emmanuel, il est également professeur à l'école des Ponts et chaussées de Roumanie ; il y enseigne la géométrie analytique. 
Il devient inspecteur de l'instruction, puis ministre de l'Instruction publique.
Une fois à la retraite, il donne des conférences à l'université.
En 1910, il publie La Mécanique sociale, ouvrage dans lequel il utilise les mathématiques pour expliquer le comportement social.

## Hommages
En 1991, est ouverte l'université Spiru Haret à Bucarest.
Une statue de Spiru Haret s'élève sur la place de l'université face à l'entrée de l'université de Bucarest.
Les Roumains ont créé le terme Haretisme, à partir du nom de Haret pour désigner un programme sociologique, visant à élever le statut et l'éducation par les activités parascolaires des enseignants de village.